# Sharplessov katalog
Sharplessov katalog je popis područja H II (emisijskih maglica). Napravljen je radi izrade sveobuhvatna kataloga sjeverno od deklinacije -27°. Ipak, katalog uključuje neke maglice koje se nalaze sjeverno od nje.
Prvo izdanje je bilo iz 1953. godine. Obuhvatilo je 142 objekta (Sh1). Drugu i završnu inačicu (Sh2) je objavio američki astronom Stewart Sharpless 1959. godine, a obuhvaćala je 313 objekata.

## Vanjske poveznice
- Izvorni katalog
- Ilustrirani i anotirani komentar  Arhivirana inačica izvorne stranice od 28. lipnja 2011. (Wayback Machine)
- SIMBAD Popis druge inačice kataloga
- Slike iz kataloga